# Бакхед (Атланта)

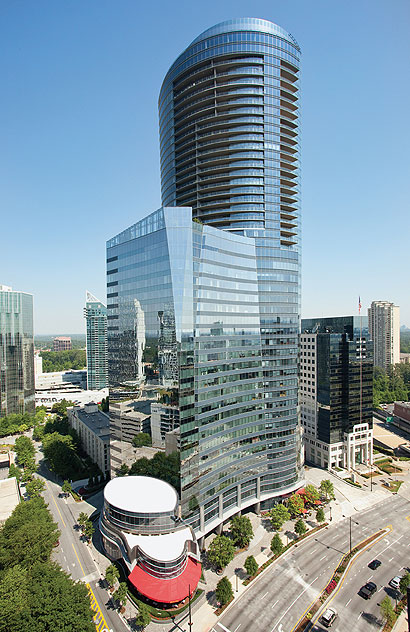
Sovereign — самый высокий небоскрёб Бакхеда, 9-е по высоте здание Атланты.

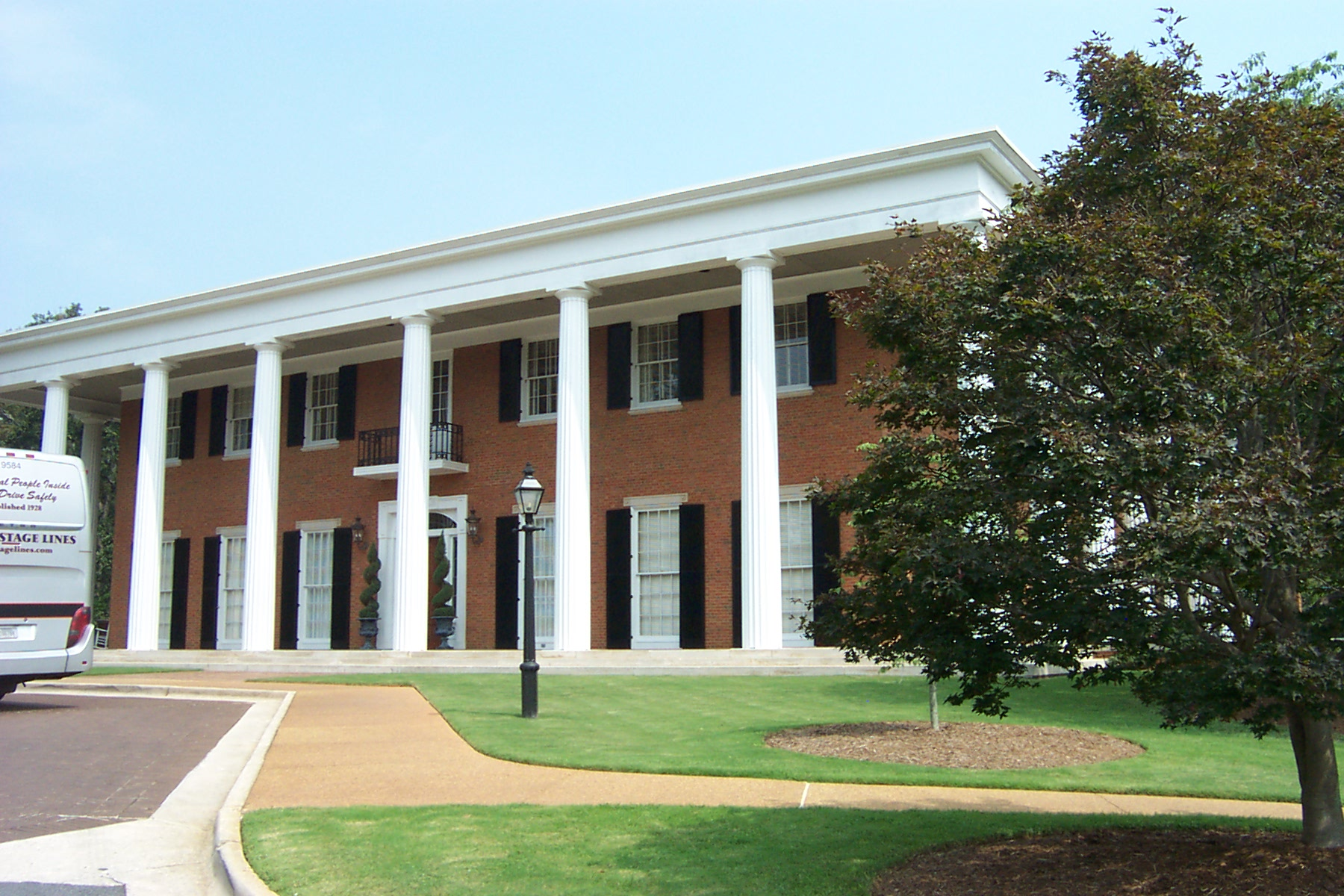
Дом губернатора Джорджии

Бакхед (англ. Buckhead) — район Атланты в 7—13 км к северу от центра города. Известен, как богатый район и из-за небоскрёбов. Население — 77101 (2010 г.).
Кроме центра города и Мидтауна Атланта, Бакхед, с своими 1,9 млн м² офисов — важный торговый район Юга США. В центре Бакхеда — небоскрёбы и 2 больших торговых центра: Ленокс-Скуэр (Lenox Square) и Фиппс-Плаза (Phipps Plaza), рядом бульвар Пичтри Род (Peachtree Road). Недалеко — особняки в зеленых районах.
Прозвище Бакхеда иногда «Beverly Hills of the East» или «Beverly Hills of the South» (Восточный/Южный Беверли Хиллс).